# Boys (Charli XCX)
Boys is een nummer van de Britse zangeres Charli XCX uit 2017.

## Achtergrondinformatie
"Boys" zou aanvankelijk op Charli XCX haar derde studioalbum terechtkomen, maar ging uiteindelijk niet door nadat het album uitlekte op internet en gecanceld werd. Het nummer maakt gebruik van een sample uit Super Mario Bros., van het geluid wanneer Mario een munt pakt. Volgens Charli XCX gaat het nummer, zoals de titel al doet vermoeden, over "dromen over jongens". In de bijbehorende videoclip zijn veel bekende jongens en mannen te zien, waaronder Joe Jonas, Diplo, Mark Ronson, Ezra Koenig, Mac DeMarco, Khalid, Wiz Khalifa, Will.i.am, Charlie Puth, Jay Park, Flume, Vance Joy, Stormzy, Bastille-zanger Dan Smith en Kaytranada.
Het nummer werd een klein hitje in het Verenigd Koninkrijk, met een 31e positie. In Nederland bereikte de plaat de 11e positie in de Tipparade, terwijl het in Vlaanderen de 16e positie in de Tipparade haalde.

## Tracklijst
- Muziekdownload

1. "Boys" - 2:42